# デビット・ホセイン
デビット・ホセイン（1963年8月31日 - ）は、日本の男性外国人タレント、俳優である。イランの首都テヘラン出身。株式会社山田プロ代表取締役。本名：同じ。イラン出身。

## 来歴
オーディションを経て、ユニマットのCMでデビューした。
主にバラエティ番組に出演しているが、テレビドラマや映画などにも出演している。特に『ダウンタウンのガキの使いやあらへんで!!』（日本テレビ）での「今夜が山田」役で知られる。弟のマジッド・ホセインも、ダイナマイト四国の対戦相手のレスラー「エスカルゴマン」役で出演している。
『元祖!でぶや』（テレビ東京）では、当時同じ事務所で友人でもあるランディ・マッスル率いる「マッスル隊」のメンバーとして出演し、同番組で笑点の大喜利のパロディを行った際、座布団運びの山田クンとして「今夜が山田」と自己紹介し、テレビ局の垣根を越えて山田を演じた。セイン・カミュの元マネージャーであったが、現在は独立し外国人タレント事務所「株式会社山田プロ」の代表を務めている。

## 人物
- 元イランアマチュアレスリングチャンピオンである[1]。
- 身長185cm、体重100kgと、大柄で手がとても大きい[5]。
- 公式サイトによると、英語、日本語、ペルシャ語、トルコ語の4か国語に通じている[5]。

## 出演

### テレビ
- ダウンタウンのガキの使いやあらへんで!!（日本テレビ） - 「今夜が山田」役
- 元祖!でぶや（テレビ東京）
- ブラマヨ弾話室 〜ニッポン、どうかしてるぜ!〜（BSフジ）
- バナナマンのブログ刑事（東海テレビ）- 加護亜依がゲストの回に、事務所に潜入した際、当時同じ所属先であった為に少しだけ映った。

ほか

### テレビドラマ
- 連続テレビ小説 あまちゃん（NHK）73話アメ横の通行人  ケバブ屋役